# Косере, Жан-Марк
Жан-Марк Косере́ (фр. Jean-Marc Causeret) — французский кёрлингист.
В составе мужской сборной Франции участник чемпионата мира 1980 (заняли десятое место).
Играл на позиции третьего.

## Команды
| Сезон   | Четвёртый  | Третий          | Второй     | Первый      | Турниры            |
| ------- | ---------- | --------------- | ---------- | ----------- | ------------------ |
| 1979—80 | Рене Робер | Жан-Марк Косере | Клод Грофф | Анри Мюллер | ЧМ 1980 (10 место) |

(скипы выделены полужирным шрифтом)